# Union Observatory
Union Observatory – południowoafrykańskie obserwatorium astronomiczne działające w Johannesburgu w latach 1903–1971 (kod IAU 078).
Nazwa obserwatorium zmieniała się trzykrotnie, co odzwierciedlało zmiany polityczne zachodzące w kraju:
- Transvaal Meteorological Department 1903–1909
- Transvaal Observatory 1909–1912
- Union Observatory 1912–1961
- Republic Observatory 1961–1971

## Historia obserwatorium
Początkowo było to obserwatorium zajmujące się głównie meteorologią, jednak za sprawą zmian politycznych i administracyjnych oraz dzięki zaangażowaniu Roberta Innesa – pierwszego dyrektora uległo przekształceniu w obserwatorium astronomiczne. Pierwszy teleskop zainstalowano w 1907 roku. W 1910 południowoafrykańskie kolonie brytyjskie połączyły się w Związek Południowej Afryki. Połączeniu uległy także ich służby meteorologiczne i odtąd obserwatorium w Johannesburgu mogło skupić się na astronomii.
W obserwatorium odkryto kilkaset planetoid, co było rekordową wówczas liczbą, oraz ponad 6000 gwiazd podwójnych (łącznie skatalogowano ich ponad 20 tysięcy). Odkryto tu również Proximę Centauri – najbliższą Ziemi gwiazdę, nie licząc Słońca.
W Union Observatory działała Narodowa Służba Czasu (National Time Service). Zegary i sejsmometr umieszczono w budynku starego obserwatorium meteorologicznego.
Z biegiem lat coraz większe zanieczyszczenie świetlne spowodowane rozrastaniem się miasta oraz kolejne zmiany polityczne i administracyjne (powstanie South African Astronomical Observatory, które zjednoczyło wszystkie południowoafrykańskie obserwatoria w jedną instytucję) doprowadziły do zamknięcia obserwatorium w 1971 roku. W 1972 część instrumentów przeniesiono do Sutherland.

### Współpraca z Leiden Observatory
Union Observatory było mocno związane z holenderskim Leiden Observatory w Lejdzie. W 1923 obserwatoria te podpisały umowę o współpracy, dzięki której ich astronomowie mogli wzajemnie, bez ograniczeń korzystać z teleskopów obu obserwatoriów. Ponieważ warunki obserwacyjne w Transwalu były znacznie lepsze niż w Lejdzie, to głównie Holendrzy przyjeżdżali do Union Observatory. Do 1929 Leiden Observatory postanowiło wysłać do Union Observatory teleskop oraz stały personel. Jednak z powodu opóźnień teleskop ten zainstalowano dopiero w 1938 roku – był to podwójny Teleskop Rockefellera. Wzrastające zanieczyszczenie światłem sprawiło, że w 1954 wybudowano placówkę w miejscowości Hartbeespoort i przeniesiono tam część instrumentów z głównego obserwatorium w Johannesburgu. Nosiła ona nazwę Leiden Southern Station i choć pracowali w niej astronomowie holenderscy, była zarządzana przez Union (później Republic) Observatory. Po zamknięciu Republic Observatory placówka ta działała nadal, po czym w 1978 została sprzedana uczelni Pretoria Technikon.

## Personel obserwatorium

### Dyrektorzy obserwatorium
- Robert Innes 1903–1927
- Harry Edwin Wood 1927–1941
- Willem Hendrik van den Bos 1941–1956
- William Stephen Finsen 1957–1965
- Jan Hers 1965–1971

W Union Observatory (w tym także w jej zewnętrznej placówce Leiden Southern Station) pracowali tacy astronomowie jak Hendrik van Gent, Ejnar Hertzsprung, Ernest Leonard Johnson, Cyril Jackson.

## Teleskopy
- 9-calowy Teleskop Reunerta – od 1907
- 26,5-calowy Teleskop Innesa – zamówiony w 1909, lecz zainstalowany dopiero w 1925
- 10-calowy refraktor fotograficzny Franklina-Adamsa – od 1909, w 1954 przeniesiony do Hartbeespoort
- 6" i 7" podwójny Teleskop Franklina-Adamsa – od 1912
- 16-calowy podwójny Teleskop Rockefellera – od 1938, własność Leiden Observatory, w 1957 przeniesiony do Hartbeespoort
- teleskop 20-calowy, przeniesiony do Sutherland w 1972